# شركة أبير كونغو

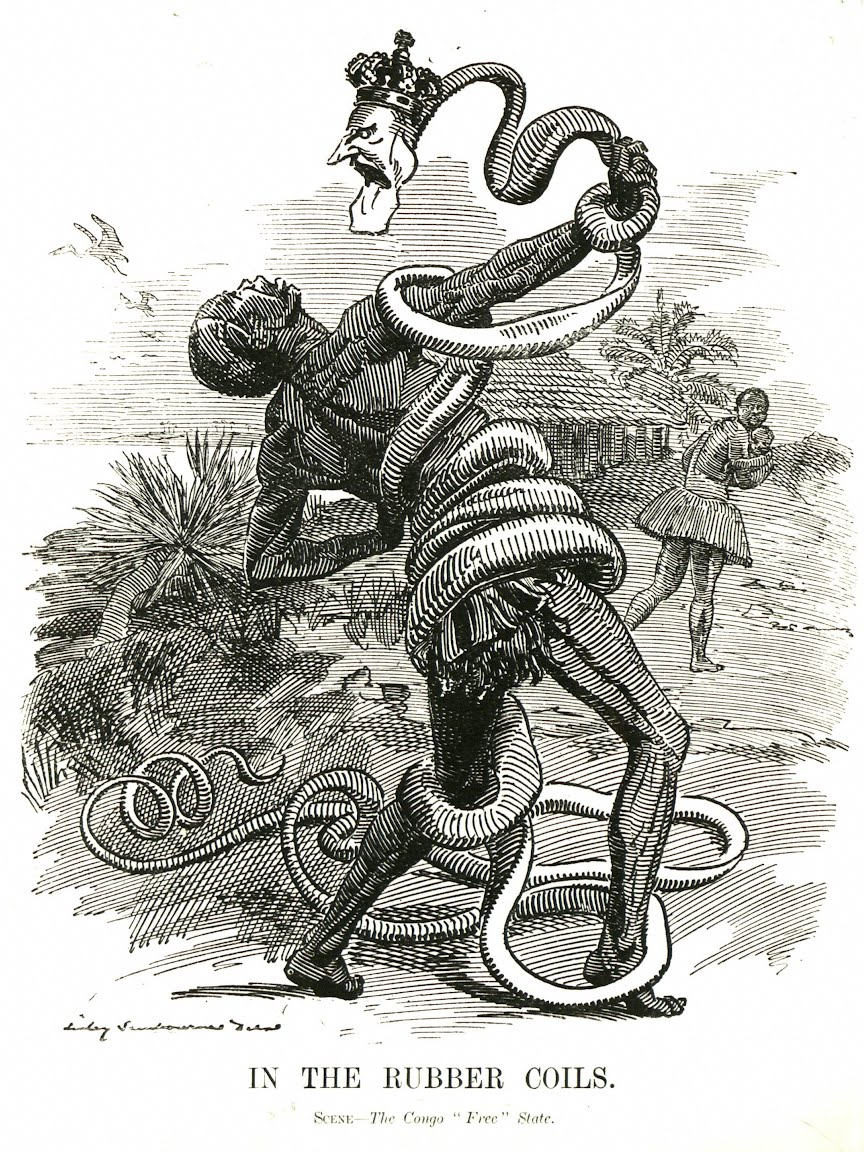
رسم كاريكاتوري يصور الملك ليوبولد الثاني في صورة أفعى تلتف حول جامع مطاط كونغولي.

شركة أبير كونغو (التي تأسست باسم شركة المطاط الهندية الأنجلو بلجيكية والتي عُرفت فيما بعد باسم كومباني دو كونغو بيلج) هي شركة استغلت موارد المطاط الطبيعي في دولة الكونغو الحرة، التي كانت تعد ملكية خاصة لملك بلجيكا ليوبولد الثاني. تأسست الشركة برأسمال بريطاني وبلجيكي ومقرها بلجيكا. وبحلول عام 1898 لم يعد هناك أي مساهمين بريطانيين فيها، وغيرت شركة المطاط الهندية الأنجلو بلجيكية اسمها إلى شركة أبير كونغو وغيرت مكانها لأهداف ضريبية إلى الدولة الحرة. حصلت الشركة على امتياز كبير في شمال البلاد وحقوق فرض ضرائب على السكان. كانت الضرائب تؤخذ على شكل مطاط، والذي كان يجمع من مزارع المطاط النادرة نسبيًا. تمحور نظام الجمع حول سلسلة من المراكز التجارية على طول النهرين الرئيسيين في منطقة الامتياز. وكان كل مركز تحت قيادة عميل أوروبي ومجهز بحراس مسلحين لفرض الضرائب ومعاقبة أي متمردين.
تمتعت شركة أبير بالازدهار خلال أواخر تسعينيات القرن التاسع عشر، من خلال بيع كل كيلوغرام من المطاط في أوروبا بسعر يصل إلى 10 فرنكات بلجيكية، بينما كانت كلفة الكيلوغرام لا تتجاوز 1.35 فرنك بلجيكي فقط. وجاء ذلك على حساب حقوق الإنسان للذين لم يتمكنوا من دفع الضريبة فعوقبوا بالسجن والجلد والعقوبات الجسدية الأخرى المسجلة. وأدى فشل الشركة في السيطرة على طرق الحصاد المدمرة والحفاظ على مزارع المطاط إلى ندرة المزارع بشكل متزايد، وبحلول عام 1904 بدأت الأرباح بالانخفاض. خلال أوائل القرن العشرين، انتشرت المجاعة والأمراض في جميع أنحاء منطقة الامتياز، وهي كارثة طبيعية يعتقد البعض أنها تفاقمت بسبب عمليات شركة أبير، الأمر الذي زاد إعاقة جمع المطاط. وشهد القرن العشرين أيضًا تمردات واسعة النطاق ضد حكم أبير في منطقة الامتياز ومحاولات الهجرة الجماعية إلى الكونغو الفرنسية أو جنوبًا. وعادةً ما واجهت الشركة هذه الأحداث عبر إرسال قوة مسلحة لاستعادة النظام.
صدرت سلسلة من التقارير حول عمل الدولة الحرة بدءًا من القنصل البريطاني، في تقرير روجر كاسيمينت، وتبعه تقارير بتكليف من الدولة الحرة وليوبولد الثاني. كانت عمليات القتل غير القانوني المفصلة وغيرها من الانتهاكات التي ارتكبتها شركة أبير وليوبولد الثاني محرجة حد اللجوء إلى إجراء إصلاحات. وبدأت الإصلاحات مع تعيين الأمريكي ريتشارد موهون من قبل ليوبولد الثاني مديرًا للشركة. ومع ذلك استمرت صادرات المطاط بالانخفاض وازدادت التمردات، ما أدى إلى سيطرة الدولة الحرة على الامتياز في عام 1906. واستمرت شركة أبير بتلقي جزء من الأرباح من صادرات المطاط، وفي عام 1911 أعيد تأسيسها كشركة حصاد مزارع المطاط. لا يعرف التاريخ اللاحق للشركة لكنها كانت ما تزال نشطة في عام 1926.

## الأصول

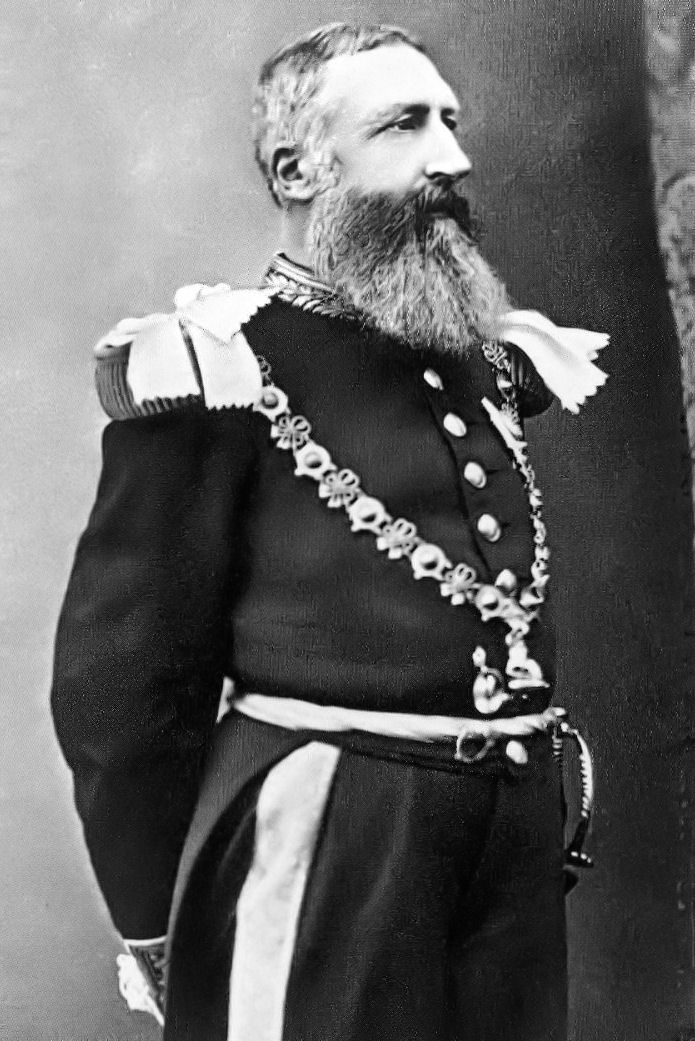
الملك ليوبولد الثاني بزي فرسان الرباط – المحرك الأساسي وراء تأسيس الشركات الاستعمارية في الكونغو

كانت دولة الكونغو الحرة دولة شركاتية في وسط أفريقيا مملوكة ملكية خاصة لملك بلجيكا ليوبولد الثاني، وقد أسسها واعترف بها مؤتمر برلين عام 1885. وأصبحت الأرض الواقعة بين حوضي نهري لوبوري ومارينغا، روافد نهر الكونغو، في شمال الدولة فيما بعد أراضي شركة أبير. وكان السكان المحليون هناك من مزارعي اليام والكاسافا (البفرة) الذين شاركوا في التجارة مع صيادي الأنهار والصيادين البيغمي (الأقزام). وفي عام 1885، وصلت قوة من شعب مانيما، أتباع تيبو تيب، تاجر الرقيق السواحلي الزنجباري، إلى رأس نهر لوبوري من شلالات ستانلي. وأخذوا رهائن من القرى المجاورة للحصول على فدية مقابل العاج. وبحلول عام 1892 كانوا قد جندوا السكان المحليين في جيشهم وسيطروا على النصف الشرقي للحوض بأكمله. وكانت الدولة الحرة قلقة من هذا التطور، وفي عام 1889 سنت قانون الاحتكار الذي أعلن أن جميع المنتجات في المنطقة يجب أن تخضع لولايتها القضائية وحدها. وبدأت الدولة الحرة أيضًا حملة لطرد تجار الرقيق والتجار الأخرين وشعب مانيما من المنطقة، وكانت المرحلة الأولى إنشاء مركز إمداد في باسانكوسو في مايو عام 1890. وامتدت الحملة طويلًا ولكنها نجحت في النهاية وأصبح الحوض بأكمله تحت سيطرة الدولة الحرة بحلول عام 1898.
بدأت الدولة الحرة باستخدام سيطرتها الجديدة على المنطقة لجباية الضرائب من السكان المحليين، وجمعت الضرائب باستخدام تكتيكات الرهائن المماثلة لشعب مانيما. وجمعت الضرائب في البداية على شكل عاج، ولكن عندما بدأت إمدادات العاج بالانخفاض، تحولت الدولة الحرة إلى جمع المطاط الطبيعي. وجمع المطاط من مزارع المطاط لاندولفيا أوارنسيس جينتيلي التي كانت نادرة نسبيًا في المنطقة بمتوسط يبلغ نحو نبات واحد في كل فدان. وكان يجمع المطاط عن طريق ثقب شجرة المطاط ووضع وعاء تحتها لتجميع مادة اللثى التي يمكن استخدامها في إنتاج المطاط للسوق الأوروبية. وإذا كانت الأشجار مرتفعة عن الأرض، كان على الجامع أن يتسلق شجرة، ويثقب النبات ويمسك وعاء التجميع أسفل الشجرة، ربما لمدة يوم كامل. ولأن جمع المطاط كان عملية تحتاج إلى عمل مجهد فقد كان لا يحظى بشعبية لدى القرويين. في الواقع، فضل القرويون شعب مانيما على سلطات الدولة الحرة، لأن شعب مانيما لم يأخذوا سوى أشياء صغيرة الحجم وعالية القيمة مثل العاج أو العبيد بسبب المسافات الطويلة من وطنهم، في حين أن الدولة الحرة، مع وسائل النقل البخارية الخاصة بها، كانت تجعل الناس يجمعون المطاط بكتلته الكبيرة وقيمته المنخفضة. وبحلول سبتمبر عام 1892، كانت الدولة الحرة تستخدم قواتها العسكرية لمهاجمة واحتلال القرى في وديان نهري لولونغا ومارينغا لتوسيع قاعدتها الضريبية.

## التأسيس
قرر الملك ليوبولد منح امتيازات من أراضيه للشركات الخاصة التي ستقوم بعد ذلك بجمع ضريبة المطاط وتصديره. ولذلك تعامل مع العقيد البريطاني جون توماس نورث، الذي كان قد جمع ثروة من خلال المضاربة على النترات التشيلية، للحصول على رأس مال لتمويل شركة الامتياز. وافق نورث وقدم 40000 جنيه إسترليني من أصل 250.000 فرنك بلجيكي من الاستثمار الأولي. نتيجة لذلك، تأسست شركة المطاط الهندية الأنجلو بلجيكية (المعروفة بشكل غير رسمي باسم أبير) في مدينة أنتويرب في 6 أغسطس عام 1892. وجرى تقسيم الشركة إلى 2000 سهم بقيمة 500 فرنك بلجيكي للسهم الواحد. وامتلك المستثمرون البريطانيون (بما في ذلك نورث) 1880 سهمًا، بينما امتلك البلجيكيون 120 سهمًا المتبقية. بالإضافة إلى 2000 سهم عادي، كان هناك 2000 «إجراء» يمنح حاملها حصة من الأرباح بعد دفع أرباح بنسبة 6٪ للمساهمين. وامتلكت دولة الكونغو الحرة 1000 من هذه الإجراءات. في المقابل، حصلت شركة أبير على حقوق حصرية لجميع منتجات الغابات من حوض مارينغا لوبوري لمدة 30 عامًا وجميع الأراضي الواقعة على بُعد عشرين ميلًا من ثمانية مواقع محددة، مثلما كان لديها سلطات شرطة ضمن حدود الامتياز. وكان على الدولة الحرة أيضًا توفير الأسلحة والذخيرة والجنود للمساعدة في إنشاء المواقع. وخلال الاستعداد جاءت الأوامر لاثنين من موظفي الدولة بإنشاء مقر لشركة أبير في باسانكوسو، لكن مع البداية تمرد القرويون المحليون ضد حكم الدولة وقتل الرجلان.